# Partidul Oamenilor Tineri
Il Partidul Oamenilor Tineri (POT, lett. "Partito dei Giovani") è un partito politico rumeno di estrema destra, fondato dalla deputata Anamaria Gavrilă, che nel 2021 aveva lasciato l'Alleanza per l'Unione dei Romeni (AUR).
Nel 2024 POT ha sostenuto la candidatura alla presidenza della Romania dell'indipendente Călin Georgescu già al primo turno delle elezioni presidenziali, prima che il suo nome fosse preso in considerazione dai sondaggi politici.

## Storia
Anamaria Gavrilă ha registrato il partito presso il tribunale di Bucarest il 9 marzo 2023 e ha presentato la sua nascita il 31 luglio 2023.
POT non ha partecipato alle elezioni europee del 2024, mentre alle concomitanti elezioni locali ha conseguito 11 consiglieri locali.
Il partito ha successivamente provato a registrare la candidatura alla presidenza della Romania di Anamaria Gavrilă per il 2024, ma in conseguenza di un sondaggio interno ha poi rinunciato a tale eventualità per sostenere l'indipendente Călin Georgescu. Nel corso della campagna elettorale il partito si è fortemente associato a Georgescu, invitando i suoi sostenitori a votare per POT alle elezioni parlamentari del 2024. Al pari di Georgescu, POT si è concentrato soprattutto su una campagna condotta sui social media, mentre sugli stessi canali utilizzati per la promozione del candidato alla presidenza, fu incoraggiato anche il richiamo all'hashtag #POT in favore del partito di Gavrilă. La presidente del partito ha raccolto quasi 3 milioni di "Mi piace" su Instagram per i suoi post politici.
Al voto del 1º dicembre 2024 ha conseguito il 6% delle preferenze, superando la soglia di sbarramento e diventando la terza forza sovranista in parlamento dopo AUR e SOS. POT ha ottenuto l'elezione di 24 deputati e 7 senatori. Altri due seggi di senatore assegnati a POT in base alla ripartizione stabilita dalla legge elettorale sono rimasti vacanti, poiché il partito non ha indicato candidati nei distretti di Giurgiu e Ialomița.

## Ideologia
Il Partidul Oamenilor Tineri è stato definito da osservatori esterni di estrema destra, sovranista, antisistema, nazionalista antioccidentale e populista, oltre che antiabortista e antivaccinista.
Il partito si dichiara di centro-destra e sostenitore dei valori tradizionali e cristiani. La sua retorica ufficiale afferma di volere difendere gli interessi dei giovani in un contesto europeo e democratico, malgrado l'ambiguità di alcuni messaggi antioccidentali. Sul piano economico il partito è favorevole al liberismo. Sostiene inoltre una presupposta "missione romena" e fa spesso ricorso a un linguaggio mutuato dalla sfera religiosa, con riferimenti a Dio e alla fede.

## Risultati elettorali
| Elezione          | Elezione | Voti    | %    | Seggi    |
| ----------------- | -------- | ------- | ---- | -------- |
| Parlamentari 2024 | Camera   | 596.745 | 6,46 | 24 / 331 |
| Parlamentari 2024 | Senato   | 591.927 | 6,39 | 7 / 134  |